# Edgar Wallace
Richard Horatio Edgar Wallace (Greenwich, 1 d'abril de 1875 - Hollywood, 10 de febrer de 1932) fou un escriptor anglès, famós per haver creat el monstre King Kong.
Autor de més de 150 llibres, destacà en la creació de suspens dins el gènere de la novel·la negra i en la descripció realista dels personatges, fruit dels seus anys de treball com a periodista.

## Biografia
Va néixer en el número 7 de Ashburnham Grove, en el districte londinenc de Greenwich. Era fill il·legítim de l'actor Richard Horatio Edgar i de l'actriu Marie (Polly) Richards. La seva mare el va fer batejar per un sacerdot catòlic i el va inscriure en el registre parroquial com a fill de «Walter Wallace», un personatge fictici. Va ser adoptat per George Freeman, mosso del mercat de peix de Billingsgate. Entre els 12 i els 16 anys va treballar en diverses impremtes, una sabateria, una fàbrica d'impermeables, com a cuiner en un buc, com a paleta i com repartidor de llet.
Va prestar els seus serveis en el Regiment Real de West Kent, a Anglaterra, de 1893 a 1896, i en el Cos Sanitari Militar de Sud-àfrica de 1896 a 1899; va comprar la seva renúncia militar l'any 1899 per dedicar-se al periodisme.
Durant la Primera Guerra Mundial va servir com a sotsinspector de la secció de Lincoln's Inn de la Policia Especial (per vetllar per la seguretat del Palau de Buckingham), i va treballar per al Ministeri de la Guerra com interrogador especial dels ex-presoners procedents dels camps de concentració alemanys. Va ser corresponsal a Sud-àfrica de l'agència Reuters (1899-1902) i del Daily Mail (1900-1902); va fundar i va dirigir el Rand Daily Mail, de Johannesburg (1902-1903); va dirigir The Week-End Racing Supplement i la secció de carreres de cavalls del Evening News (1910-1912); va fundar els periòdics esportius Bibury's Weekly i R. E. Walton's Weekly (1913); va dirigir Ideas i The Story Journal (1913); va col·laborar en Town Topics, que després va dirigir (1913-1916); va fundar The Bucks Mail (1930); va dirigir, només nominalment, la revista Hush (1930-1931); va dirigir el Sunday News (1931). Va col·laborar així mateix en més de cinquanta publicacions periòdiques de Sud-àfrica, Anglaterra i Estats Units. Va ser president reelegit del Club de la Premsa (1923-1924) i va fundar el Press Club Fund, institució benèfica per a periodistes, encara vigent. Va instituir el Derby Lunch (1923), menjar anual en honor de la Carrera Derby, i va motivar al Jockey Club perquè modifiqués el reglament de les carreres de cavalls (1929). Va dirigir diverses obres teatrals, així com les pel·lícules Red Aces (1929) i The Squeaker (1930), basades en obres seves. Va treballar com a actor en The Crimson Circle, inspirada en la seva famosa novel·la El Cercle Carmesí (1929).
Va presidir la junta directiva de la companyia cinematogràfica British Lion Film Corporation a partir de 1927. En 1931 es va presentar com a candidat al Parlament pel Partit Liberal, sense èxit. Aquest mateix any va marxar a Hollywood, on va morir després d'escriure per la RKO el guió original de King Kong (10 de febrer de 1932).
Va escriure poesia, articles, crítica teatral (en el Morning Post), teatre, cinema, contes, història i novel·les. La seva labor periodística li va posar en contacte freqüent amb el món del crim. Tan aviat es trobava investigant el rapte d'un ambaixador al Marroc com esbrinant en el Congo si els funcionaris belgues practicaven la tortura, o sostraient pels barris baixos de Vigo a un contramestre rus el motiu que el seu vaixell hagués disparat contra la costa anglesa (per aquesta causa, el contramestre va ser executat després de sofrir un consell de guerra).
Visitava amb freqüència Old Bailey (Tribunal del Criminal, a Londres) per fer els seus reportatges, i interrogava a condemnats a mort (va arribar a oferir 5 000 lliures al Dr. Armstrong perquè li confessés la història completa dels seus enverinaments). Convidava a menjar a ex presidiaris i agradava de relacionar-se amb personatges del hampa, fins al punt que va estar associat durant sis mesos amb "Ringer" Barrie, estafador del món de les carreres de cavalls, a qui va llogar un negoci il·legal on es venien tips (pronòstics hípics confidencials) a cinc lliures.
En tres ocasions va practicar l'estafa per correu per estudiar les tècniques amb què es realitza. El resultat va ser l'interessant article "Jo vaig poder haver estat un delinqüent amb èxit". Era assidu lector del Police Journal, una publicació reservada a la Policia i que ell rebia periòdicament, i coneixia l'obra de criminalistes clàssics com Mantegazza i Krafft-Ebing. El seu prestigi com a coneixedor del món del crim va motivar que la policia alemanya reclamés la seva ajuda per atrapar al "Vampir de Dusseldorf", i que se li nomenés sotsinspector de la Policia Especial per protegir la vida de 'La seva Majestat'.

## Obra literària
Edgar Wallace va crear el thriller amb la seva novel·la Els quatre homes justs (1905), i va consolidar aquest gènere narratiu amb la seva obra posterior. Les investigacions detectivesques realitzades en les seves novel·les requereixen sempre un professionalisme, i solen desplegar-se amb el concurs de la maquinària policial, la qual cosa les diferència del corrent de la «novel·la problema» o «novel·la enigma», on se suposa que el lector disposa de tots els indicis necessaris per resoldre per si mateix el misteri, rivalitzant així amb el protagonista de la narració, generalment un detectiu aficionat. No obstant això, Wallace sí brinda freqüentment al lector la possibilitat d'exercir els seus propis dots de detecció. Recordem com a exemple els problemes d'habitació tancada plantejats en The Four Just Men (1905) Els quatre homes justs, The Clue of the Twisted Candle (1917) (traduïda com El misteri de la vela doblegada) o The Clue of The New Pin (1923) (La pista de l'agulla). No obstant això, fins i tot en aquestes novel·les prepondera l'acció sobre l'anàlisi. Això es deu al fet que, com a conreador del thriller (narració inquietant), Wallace dona preferència a la tensió dramàtica i a la unitat narrativa sobre la lenta exposició d'indicis característica de la «novel·la enigma».
Aquesta estructura externa ha cridat sovint a engany als crítics, que han cregut veure en ell més un autor de novel·les d'aventures criminals que un conreador de novel·les detectivesques. En Wallace, els elements de l'enigma estan diluïts en l'acció. Són successos aparentment incongruents, i és precisament aquesta incongruència la que actua com a esperó de la curiositat del lector. Solament al final encaixen les peces del trencaclosques, i una nova lectura de la narració posa en relleu que els indicis ja havien estat exposats, i de manera tan evident que resulta admirable com el lector no havia caigut en el compte del seu significat.
Quan l'inspector Parr, en el capítol IX de El cercle carmesí, diu, sense que vingui al cas, que «els fills són una gran responsabilitat», el lector mitjà passa per alt la frase, considerant-la possiblement com una petita extravagància; però si rellegeix el llibre adverteix el seu significat a la llum de la solució final. És a causa d'aquesta duplicitat succés-significat intel·lectual que Wallace es distingeix de la generalitat dels conreadors del thriller. Amb una mà escriu una novel·la sensacionalista i amb l'altra desplega un enigma dirigit a la ment.
La reputació de Wallace dista d'estar limitada al seu èxit mundial com a conreador de la novel·la de misteri. Existeixen nombrosos afeccionats a aquest autor que mai llegeixen novel·les de detectius. Uns busquen l'humor de la sèrie d'Evans L'Il·lustrat, que recorden el casticisme del nostre Arniches i l'enginy de la nostra picardia; uns altres, els afeccionats a la narrativa clàssica de temes exòtics, tenen predilecció pels contes ambientats a Àfrica; uns altres, en fi, prefereixen els irònics articles periodístics publicats en el Daily Mail (la lectura del qual va recomanar James Joyce).
En els seus moments millors, Edgar Wallace es caracteritza per la vivesa del diàleg, l'interès hipnòtic de la narració, l'enginy net i cristal·lí dels desenllaços, l'agudesa de l'humor, l'alè juvenil de l'aventura, el precís disseny del món de la picardia londinenca i l'audàcia imaginativa dels arguments; en els seus pitjors moments emmalalteix de mecanicisme, auto-repetició, abús del factor coincidència i descuit general en l'ordit de la trama. Les seves novel·les no tenen la xenofòbia pròpia dels seus contemporanis ("Sapper", per exemple), malgrat que se li ha volgut acusar de tal. És cert que les narracions ambientades a Àfrica estan emmarcades en un entorn colonialista, però no totes les virtuts són atribuïdes a la raça blanca, ni tots els defectes a la nativa. En les narracions detectivesques, els protagonistes solen ser anglesos, però també n'hi ha d'altres ètnies: el xinès Yeh Ling, tan diferent del «oriental sinistre» propugnat per Saix Rohmer, és un dels protagonistes de La pista de l'agulla; el jueu Israel Kensky és la figura central de The Book of All Power (1921) (El llibre de l'omnipotència), i entre els membres integrants de Els quatre homes justs figuren un francès i un espanyol. Rome, creada per als escenaris de Londres i Estats Units, té música de José Padilla.

### Poesia
- 1895 Songs (Cançons)
- 1898 The Mission That Failed! A Tale of the Raid and Other Poems
- 1900 Nicholson's Nek
- 1900 War! and Other Poems
- 1900 Writ in Barracks

### Volums de relats africans
- 1911 Sanders of the River
- 1911 The People of the River (La Gent del Riu)
- 1914 Bosambo of the River (Bosambo del Riu)
- 1915 Bones (Bones)
- 1917 The Keepers of the King's Peace
- 1918 Lieutenant Bones
- 1922 Sandi the Kingmaker
- 1923 Bones of the River (Ossos en el Riu)
- 1926 Sanders (Sanders)
- 1928 Again Sanders

### Novel·les policíaques i de misteri
- 1905 The Four Just Men (Els Quatre Homes Justs)
- 1908 Angel Esquire (El Jeroglífic)
- 1908 The Council of Justice (El Tribunal de Justícia)
- 1910 The Nine Bears (altres títols: The Other Man; Silinski, Master Criminal; The Cheaters) (Els Nou Ossos)
- 1913 The Fourth Plague (La Quarta Plaga)
- 1913 Grey Timothy (un altre títol: Pallard the Punter) (L'Home Gris)
- 1915 The Man Who Bought London (L'home que va comprar Londres)
- 1915 The Melody of Death (La Melodia de la Mort)
- 1916 A Debt Discharged (Deute saldat; altres títols: Un deute pagat; El milionari desaparegut)
- 1916 The Tomb of Ts'in
- 1917 The Just Men of Cordova (Els Homes Justs de Còrdova)
- 1917 The Secret House (La Casa Secreta; un altre títol: L'Estada Secreta)
- 1918 The Clue of the Twisted Candle (La pista de la vela doblegada; un altre títol: El misteri de la vela doblegada)
- 1918 Down Under Donovan (L'home que va jugar)
- 1919 The Green Rust (L'òxid verd)
- 1919 Kate Plus Ten (El robatori del tren)
- 1919 The Man Who Knew (L'home que ho sabia)
- 1920 The Daffodil Mystery (un altre títol: The Daffodil Murder) (El misteri dels narcísos)
- 1920 Jack O'Judgement (Jack el Justicier; altres títols: La Sota de Basts; La Sota Justiciera)
- 1922 The Angel of Terror (L'Àngel del Terror)
- 1922 The Crimson Circle (El Cercle Carmesí; un altre títol: El Cercle Rojo)
- 1922 The Flying Fifty-Five
- 1922 Mr. Justice Maxell (un altre títol: Take-a-chance, Anderson) (El jutge Maxell)
- 1922 The Valley of Ghosts (La Vall dels Fantasmes)
- 1923 The Clue of the New Pin (La pista de l'agulla; un altre títol: El secret de l'agulla)
- 1923 The Green Archer (El Arquero Verd)
- 1923 The Missing Million (El milió desaparegut; un altre títol: El misteriós Kupie)
- 1924 The Dark Eyes of London (un altre títol: The Croakers) (Els Ulls Misteriosos de Londres; un altre títol: Els Bandits Cecs de Londres)
- 1924 The Face in the Night (altres títols: The Diamond Men; The Ragged Princess) (El rostre en la nit; un altre títol: El comprador de diamants)
- 1924 Room 13 (Habitació numero 13; un altre títol: Un gran policia)
- 1924 The Sinister Man (L'home sinistre)
- 1924 The Three Oak Mystery (El misteri dels tres roures; un altre títol: El misteri de "Tres Roures")
- 1925 The Blue Hand (un altre títol: Beyond Recall) (Mà Blava)
- 1925 The Daughters of the Night (Les Filles de la Nit)
- 1925 The Fellowship of the Frog (La Banda de la Granota)
- 1925 The Gaunt Stranger (altres títols: The Ringer; Police Work). Nota: The Ringer és la novelització del drama teatral del mateix títol, el qual estava basat en The Gaunt Stranger, però amb un argument molt modificat, per la qual cosa poden considerar-se obres diferents. La versió espanyola de The Gaunt Stranger és El Transformista, i la de The Ringer es titula El Campaner.
- 1925 A King by Night (Rei en l'ombra)
- 1925 The Strange Countess (un altre títol: The Sins of the Mother) (L'estranya comtessa)
- 1926 The Avenger (altres títols: The Hairy Arm; The Extra Girl) (El venjador; un altre títol: El Caçador de Cabezas)
- 1926 The Black Abbott (L'Abat Negre; altres títols: El Monjo Negre; L'Abat Negre)
- 1926 The Day of Uniting (El Dia de la Concòrdia)
- 1926 The Door With Seven Doors (La porta dels set panys; un altre títol: La porta de les set claus)
- 1926 The Joker (altres títols: The Colossus; The Park Lane Mystery) (El bromista; un altre títol: L'última jugada)
- 1926 The Man from Morocco (altres títols: The Black; Souls in Shadows) (L'home del Marroc)
- 1926 The Million Dollar Story
- 1926 The Northing Tramp (El rodamón del nord; un altre títol: El rodamón aristocràtic)
- 1926 'Penelope' of the Polyantha (Penélope del Polyantha; un altre títol: El misteri del vaixell negre)
- 1926 The Square Emerald (altres títols: The Girl From Scotland Yard; The Woman) (La maragda quadrada)
- 1926 The Terrible People (un altre títol: The Gallows' Hand) (La Gent Terrible)
- 1926 We Shall See (un altre títol: The Gaol Breakers) (Ja ho veurem!)
- 1926 The Yellow Snake (un altre títol: The Black Tenth) (La Serp Groga; un altre títol: La Colobra Groga)
- 1927 Big Foot (Peus Grans; un altre títol: Peu Gran)
- 1927 The Feather Serpent (altres títols: Inspector Wade; Inspector Wade and The Feather Serpent) (La Serp de Plomes; un altre títol: La Serp Emplumada)
- 1927 Flat 2 (altres títols: En el segon pis; Pis 2º; El cofre de doble fons; El doctor Warden)
- 1927 The Counterfeiter (altres títols: The Clever One; The Counterfeiter) (El falsificador)
- 1927 The Hand of Power (un altre títol: The Proud Sons of Ragusa) (La Mà Poderosa)
- 1927 The Man Who Was Nobody (L'home que no era ningú)
- 1927 Number Six (un altre títol: Number Six and the Borgia) (número Sis)
- 1927 The Squeaker (altres títols: The Squealer; The Sign of the Leopard) (El delator)
- 1927 Terror Keep (El Guardià del Terror; un altre títol: La Casa del Terror)
- 1927 The Traitor's Gate (La Porta del Traïdor; un altre títol: La Porta dels Traïdors)
- 1928 The Double (un altre títol: Sinister Halls) (El doble)
- 1928 The Flying Squad (La Brigada Mòbil)
- 1928 The Gunner (altres títols: The Children of the Poor; Gunman's Bluff) (El Pistoler)
- 1928 The Thief in the Night (El lladre nocturn)
- 1928 The Twister (La Guineu; un altre títol: El Tortuoso)
- 1929 Four Square Jane (un altre títol: The Fourth Square) (L'enigmàtica Jane)
- 1929 The Golden Hades (un altre títol: Stamped in Gold) (L'ídol d'or)
- 1929 The Green Ribbon (La cinta verda)
- 1929 The India Rubber Men (altres títols: Wolves of the Waterfront; The Pool) (Els Homes de Goma; un altre títol: La Banda dels Homes de Goma)
- 1929 The Terror (El Terror, inclòs en el volum El Terror i altres històries sorprenents)
- 1930 The Calendar (El bitllet de cent lliures; un altre títol: El Carrerista)
- 1930 The Clue of the Silver Key (un altre títol: The Silver Key) (La pista de la clau de plata; un altre títol: El rastre de la clau de plata)
- 1930 The Lady of Ascot (La dama d'Ascot)
- 1930 White Face (L'home de l'antifaç blanc; un altre títol: Màscara Blanca)
- 1931 The Coat of Arms (un altre títol: The Arranways Mystery) (L'escut d'armes)
- 1931 The Devil Man (altres títols: Sinister Street; The Life & Death of Charles Peace; Silver Steel) (L'home diabòlic)
- 1931 The Man at the Carlton (altres títols: His Devoted Squealer; The Mystery of Mary Grier) (L'home de l'hotel Carlton)
- 1931 On the Espot (En el rodal; un altre títol: Baixa traïció)
- 1932 The Frightened Lady (altres títols: The Case of the Frightened Lady; The Mystery of the Frightened Lady; Criminal At Large) (La dama atemorida o Els crims del mocador indi; un altre títol: La noia aterroritzada)
- 1932 When the Gangs Came to London (altres títols: Scotland Yard's Yankee Dick; The Gangsters Come to London) (Gangsters a Londres)

### Relats protagonitzats per Evans L'Il·lustrat
A. Educated Evans (Webster Publications, 1924).
Edició espanyola: Evans l'Il·lustrat (Editorial Bruguera: Barcelona, gener de 1945). número 2 de la Col·lecció Alosa. Comprèn els relats següents:
- 1. The Brotherhood (La Germanor),
- 2. Mr. Homaster’s Daughter (La filla del senyor Homaster)
- 3. The Coop (El “Coop”).
- 4. The Snout (El Soplón)
- 5. Mr. Kirz Buys a £5 Special (El senyor Kirz compra un “especial de cinc lliures”)
- 6. Micky the Shopper (Micky el “Ventajista”)
- 7. The Dreamer (La somiadora)
- 8. The Gift Horse (Evans, propietari de cavalls)
- 9. Straight from the Horse’s Mouth (Directament de la boca del cavall)
- 10. The Goods (El triomf dels nombres)
- 11. The Perfect Lady (Una senyora perfecta)
- 12. The Proud Horse (Un cavall orgullós)
- 13. Through the Card (El despertar d'Evans)

B. More Educated Evans (Webster Publications, 1926).
Edició espanyola: Una altra vegada Evans (Editorial Bruguera: Barcelona, maig de 1945). número 11 de la Col·lecció Alosa. Comprèn els relats:
- 1. The Return of the Native (La tornada del nadiu)
- 2. A Souvenir (Un record)
- 3. The Maker of Winners (L'artífex de guanyadors)
- 4. A Judge of Racing (Un jutge de les carreres)
- 5. An Amazing Selection (Una selecció sorprenent)
- 6. A Good Gallop (Un bon galop)
- 7. A Horse of the Same Colour (Dos cavalls del mateix color)
- 8. Mixing It (La “barreja”)
- 9. The Freak Dinner (Un banquet extravagant)
- 10. The User of Men (La desqualificació)
- 11. The Lady Watch Dog (La senyoreta gos de guarda)
- 12. The Journalist (El periodista)

C. Good Evans (títol alternatiu: The Educated Man-Good Evans) (Webster Publications, 1927).
Edició espanyola: Evans el Bó (Editorial Bruguera: Barcelona, agost de 1945). número 21 de la Col·lecció Alosa. Conté les narracions:
- 1. A Change of Pla (Un canvi de pla)
- 2. Mr. Evans Does a Bit of Gas Work (El senyor Evans endevina una mica)
- 3. Education and Combinations (Il·lustració i combinacions)
- 4. The Other Lubeses (Els altres Lubes)
- 5. Mr. Evans Pulls Off a Real Coop (El senyor Evans desbarata un veritable “coop”)
- 6. The Nice-Minded Girl (Una innocent senyoreta)
- 7. The Musical Tip (El consell musical)
- 8. Psychology and the Tipster (Evans “El Bé”, numerat 9)
- 9. The Showing up of Educated Evans (Una exhibició d'Evans “L'Il·lustrat”, numerat 8)
- 10. The Subconscious Mind (L'esperit subconscient)
- 11. Mr. Evans Has a Well Screwed Head (El senyor Evans té un cap ben cargolat)
- 12. The Twisting of Arthur Colleyborn (La senyoreta Arabella)
- 13. The Kidnapping of Mr. Evans (El segrest del senyor Evans)
- 14. Educated Evans Declares to Win (Evans “L'Il·lustrat” declara que guanyarà)
- 15. For Evans' Sake (Per amor a Evans)
- 16. The Particular Beauty (La bellesa excepcional)
- 17. The Last Coop of All (L'últim “coop”)